# ダブルメジャー
ダブルメジャー（Double Major、2020年3月2日 - ）は、アイルランド生産・フランス調教の競走馬。主な勝ち鞍は2023年・2024年のロワイヤルオーク賞連覇、2023年のショードネイ賞、2024年のモーリスドニョイユ賞、ケルゴルレイ賞。

## 概要

### 3歳（2023年）
3月10日のドーヴィル競馬場の未勝利戦にてマキシム・ギュイヨンを鞍上にデビューして2着。4月4日のトゥールーズ競馬場の未勝利戦にてエンツォ・コラッロを背に初勝利を挙げた。
その後は鞍上をギュイヨン騎手に戻して4月27日のパリロンシャン競馬場の条件戦を4着。5月30日のアンジェ競馬場の条件戦にて2勝目を挙げる。
7月17日のフレデリックドラグランジュ賞(L)を2着。8月5日のミシェルウィヴェ賞(L)を2着。8月31日のジェラルドジェフリー賞(G3)ではギャラリストとの叩き合いとなるがアタマ差の2着に競り負けた。
9月30日のショードネイ賞(G2)は3番人気で出走。逃げ馬から差のない2番手を追走して直線に入ると、残り400m地点で抜け出して2着に3/4差で勝利。グループ競走初制覇を果たした。
10月29日のロワイヤルオーク賞(G1)では1番人気で出走。ハナを切って先頭に立ち、淡々とした逃げを打つ。後続を引き付けつつ先頭を維持したまま直線に入ると、鞍上の仕掛けに応えて後続との差を一気に広げてる。最後は騎手が後ろを確認して流す余裕すら見せながらも７馬身半差も付ける圧勝でG1初制覇を果たした。

### ４歳（2024年）
4月28日のバルブウィル賞(G3)に1番人気で出走して、前半2番手からから勝負所で先頭に立つも、交わされてしまいセヴェンナズナイトから8馬身3/4差の3着に敗れた。続く5月26日のヴィコンテッスヴィジエ賞(G2)直線では内を突いて見せ場を作るも3着とヴェンナズナイトに連敗した。
7月13日のモーリスドニョイユ賞(G2)ではハナに立って淡々とした流れで後続を牽引。1馬身ほどの差を保って直線に入ると、後続を並ばせることなく逃げ切って1馬身差を付けて勝利した。

## 血統表
| ダブルメジャーの血統         | ダブルメジャーの血統                  | ダブルメジャーの血統               | （血統表の出典）                   | （血統表の出典） |
| 父系                         | サンデーサイレンス系（ヘイロー系）    | サンデーサイレンス系（ヘイロー系） | サンデーサイレンス系（ヘイロー系） | [ § 2 ]          |
| 父 ダイワメジャー 栗毛 2001  | 父の父*サンデーサイレンス 青鹿毛 1986 | Halo                               | Hail to Reason                     | Hail to Reason   |
| 父 ダイワメジャー 栗毛 2001  | 父の父*サンデーサイレンス 青鹿毛 1986 | Halo                               | Cosmah                             |                  |
| 父 ダイワメジャー 栗毛 2001  | 父の父*サンデーサイレンス 青鹿毛 1986 | Wishing Well                       | Understanding                      | Understanding    |
| 父 ダイワメジャー 栗毛 2001  | 父の父*サンデーサイレンス 青鹿毛 1986 | Wishing Well                       | Mountain Flower                    |                  |
| 父 ダイワメジャー 栗毛 2001  | 父の母スカーレットブーケ 栗毛 1988    | *ノーザンテースト                  | Northern Dancer                    | Northern Dancer  |
| 父 ダイワメジャー 栗毛 2001  | 父の母スカーレットブーケ 栗毛 1988    | *ノーザンテースト                  | Lady Victoria                      |                  |
| 父 ダイワメジャー 栗毛 2001  | 父の母スカーレットブーケ 栗毛 1988    | *スカーレットインク                | Crimson Satan                      | Crimson Satan    |
| 父 ダイワメジャー 栗毛 2001  | 父の母スカーレットブーケ 栗毛 1988    | *スカーレットインク                | Consentida                         |                  |
| 母 *ダンスクエスト 鹿毛 2011 | 母の父Dansili 黒鹿毛 1996             | *デインヒル                        | *Danzig                            | *Danzig          |
| 母 *ダンスクエスト 鹿毛 2011 | 母の父Dansili 黒鹿毛 1996             | *デインヒル                        | Razyana                            |                  |
| 母 *ダンスクエスト 鹿毛 2011 | 母の父Dansili 黒鹿毛 1996             | Razyana                            | Kahyasi                            | Kahyasi          |
| 母 *ダンスクエスト 鹿毛 2011 | 母の父Dansili 黒鹿毛 1996             | Razyana                            | Kerali                             |                  |
| 母 *ダンスクエスト 鹿毛 2011 | 母の母Featherquest 鹿毛 1998          | Rainbow Quest                      | Blushing Groom                     | Blushing Groom   |
| 母 *ダンスクエスト 鹿毛 2011 | 母の母Featherquest 鹿毛 1998          | Rainbow Quest                      | I Will Follow                      |                  |
| 母 *ダンスクエスト 鹿毛 2011 | 母の母Featherquest 鹿毛 1998          | Featherhill                        | Lyphard                            | Lyphard          |
| 母 *ダンスクエスト 鹿毛 2011 | 母の母Featherquest 鹿毛 1998          | Featherhill                        | Lady Berry                         |                  |
| 母系(F-No.)                  | The Oldfield Mare(FN:14)              | The Oldfield Mare(FN:14)           | The Oldfield Mare(FN:14)           | [ § 3 ]          |
| 5代内の近親交配              | Northern Dancer：S4×M5×M5             | Northern Dancer：S4×M5×M5          | Northern Dancer：S4×M5×M5          | [ § 4 ]          |
| 出典                         | 1. 2. 3. 4.                           | 1. 2. 3. 4.                        | 1. 2. 3. 4.                        | 1. 2. 3. 4.      |